# Красноярское городское поселение
Красноя́рское городско́е поселе́ние — муниципальное образование в составе Жирновского района Волгоградской области России.
Административный центр — посёлок городского типа Красный Яр.

## История
Красноярское городское поселение образовано 21 февраля 2005 года в соответствии с Законом Волгоградской области № 1009-ОД.

## Население
| 2009  | 2010  | 2012  | 2013  | 2014  | 2015  | 2016  |
| ----- | ----- | ----- | ----- | ----- | ----- | ----- |
| 7444  | ↘7392 | ↘7180 | ↘7008 | ↘6839 | ↘6783 | ↘6721 |
| 2017  | 2018  | 2019  | 2020  | 2021  |       |       |
| ↘6626 | ↘6491 | ↘6386 | ↘6296 | ↘6093 |       |       |

## Состав городского поселения
| № | Населённый пункт | Тип населённого пункта      | Население |
| - | ---------------- | --------------------------- | --------- |
| 1 | Красный Яр       | пгт, административный центр | ↘5738     |
| 2 | Морозово         | село                        | 45        |
| 3 | Недоступов       | хутор                       | 263       |
| 4 | Фомёнково        | село                        | ↘92       |